# Sinfonia n. 1 (Schubert)
La Sinfonia n. 1 in re maggiore D 82 fu composta da Franz Schubert nel 1813, ad appena 16 anni. Fu eseguita il 28 ottobre 1813, in occasione dell'addio al Reale Imperiale Convitto Civico di Vienna presso il quale studiava da cinque anni. Significativamente, sull'ultima pagina del manoscritto Schubert vergò le parole «finis et fine». È dedicata al direttore del Reale Imperiale Convitto, Innocenz Lang. La durata di esecuzione è attorno ai 26 minuti.
La sinfonia, in accordo con lo stile del primo Schubert, presenta influenze mozartiane, haydniane (l'adagio introduttivo pare reminiscente della Sinfonia n. 104) e beethoveniane. Rimandano al compositore salisburghese in particolare il minuetto (specialmente il trio) e il finale. Tutta l'opera è vivace e delicata a un tempo, con elementi già prettamente personali, mentre l'uso delle sonorità rivela la buona conoscenza degli strumenti da parte del precoce musicista viennese.
Gli echi dei grandi sono dunque innegabili, ma il sedicenne Schubert è già portatore di stilemi affatto personali. Il paragone con Mozart e Haydn non va esagerato, né si sa con precisione quanto Schubert conoscesse Beethoven allora: è probabile che ne avesse ascoltato solo le prime tre sinfonie. Quest'opera schubertiana - oltre che per durata e imponenza - impressiona per maturità e padronanza artistica, e in tutte e sei le prime sinfonie (1813-1818) è ravvisabile una costante leggerezza unita a orecchiabilità, come se in musica il ragazzo esprimesse l'allegria e l'ingenuità a lui connaturate e costantemente manifestate nel rapporto con gli altri.

## Struttura
La sinfonia si divide in quattro movimenti.
1. Adagio in re maggiore, 2/2 - Allegro vivace in re maggiore, 2/2
2. Andante in sol maggiore, 6/8
3. Minuetto. Allegretto in re maggiore, 3/4 - Trio in re maggiore, 3/4 - Allegro vivace in re maggiore, 4/4.
4. Allegro vivace in re maggiore, 4/4

L'apertura della sinfonia nella parte dei violini.

## Organico
La sinfonia è strumentata per un'orchestra composta di un flauto, due oboi, due clarinetti, due fagotti, due corni, due trombe, due timpani in re e in la e archi (due sezioni di violini, viole, violoncelli e contrabbassi).
L'orchestrazione, bilanciata fra archi e fiati, si presta a un effetto di piccola orchestra da camera, o di ensemble più grandi. Le trombe hanno una tessitura particolarmente alta, come in molti dei primi lavori schubertiani, compresa, per la maggior parte del primo e del quarto movimento, tra il re4 e il la4. Nel finale, Schubert le spinge fino a un re5, in modo ripetuto. Per bilanciare i diversi raddoppi fra corni e trombe, inoltre, è necessario un ulteriore studio delle dinamiche.